# Indar Gorri
Indar Gorri (euskera:"Fuerza Roja") es el grupo de ultras del Club Atlético Osasuna que se sitúa en la grada baja del graderío sur del estadio del Sadar. Fundado en 1987, es un grupo de extrema izquierda simpatizante con el movimiento abertzale.

## Historia
Destacan como gran afición por los bengaleos que hacen (una manera de expresar con el color rojo de su equipo). Tienen una rivalidad extrema con Ligallo Fondo Norte del Real Zaragoza, y también con el Viejo Fondo de la Unión Deportiva Logroñés.